# Three Blind Mice and Other Stories
Three Blind Mice and Other Stories est un recueil de neuf nouvelles policières d'Agatha Christie, publié en 1950 aux États-Unis, chez l'éditeur Dodd, Mead and Company.
Ce recueil n'a jamais été publié au Royaume-Uni et, en France, il n'a été que partiellement adapté en 1985 sous le titre Trois souris..., ne reprenant que six des neuf nouvelles du recueil américain.
Les nouvelles nos 2, 3, 4 et 5 mettent en scène Miss Marple, celles nos 6, 7 et 8 Hercule Poirot, et la no 9 Harley Quinn.

## Composition du recueil
1. Three Blind Mice (Trois souris)
2. Strange Jest (La Mort pour rire)
3. The Tape-Measure Murder (Meurtre sur mesure)
4. The Case of the Perfect Maid (Une perle)
5. The Case of the Caretaker (Malédiction)
6. The Third Floor Flat (L'Appartement du troisième)
7. The Adventure of Johnnie Waverly (L'Enlèvement de Johnnie Waverly)
8. Four-and-Twenty Blackbirds (Le mort avait les dents blanches)
9. The Love Detectives (La Providence des amants)

## Publications

### Royaume-Uni
Le recueil n'a pas d'équivalent au Royaume-Uni, les nouvelles sont réparties entre différents recueils :
- la nouvelle no 8 est publiée en 1960 dans The Adventure of the Christmas Pudding and a Selection of Entrées ;
- les nouvelles nos 6 et 7 sont publiées en 1974 dans Poirot's Early Cases ;
- les nouvelles nos 2, 3, 4 et 5 sont publiées en 1979 dans Miss Marple's Final Cases and Two Other Stories ;
- la nouvelle no 9 est publiée en 1991 dans Problem at Pollensa Bay and Other Stories ;
- la nouvelle no 1 est toujours inédite au Royaume-Uni.

### France
Le recueil a été partiellement adapté en France en 1985 sous le titre Trois souris..., reprenant six des neuf nouvelles du recueil américain. Les trois nouvelles absentes sont :
- Strange Jest (La Mort pour rire), publiée en 1969 dans Témoin à charge
- Four-and-Twenty Blackbirds (Le Mort avait les dents blanches), publiée en 1986 dans Marple, Poirot, Pyne... et les autres
- The Love Detectives (La Providence des amants), publiée en 2001 dans Le Second Coup de gong